# Комары толстохоботные
Комары толстохоботные (лат. Chaoboridae) — семейство земноводных длинноусых двукрылых.

## Описание
В отличие от родственного семейства комаров представители семейства Chaoboridae не сосут кровь. Взрослые особи окрашены в бледно-жёлтый цвет и являются почти прозрачными, длиной 2—10 мм. Усики 15-сегментные. Самцы имеют перообразные усики. Тело личинки почти прозрачно. Личинки — хищники, питаются зоопланктоном, который захватывают ловчим аппаратом на основе модифицированных антенн.

## Классификация
В мировой фауне известно 92 вида из 23 родов.
- †Astrocorethra Kalugina, 1986
- Australomochlonyx Freeman, 1962
- †Baleiomyia Kalugina, 1993
- †Chachotosha Lukashevich, 1996
- Chaoborus Lichtenstein, 1800
- †Chaoburmus Lukashevich, 2000
- †Chironomaptera Ping, 1929
- Cryophila Edwards, 1930
- †Dixamima Rohdendorf, 1951
- Eucorethra Underwood, 1903
- †Gedanoborus Szadziewski & Gilka, 2007
- †Helokrenia  Kalugina, 1985
- †Hypsocorethra Kalugina, 1985
- †Jordanobotomus Kaddumi, 2005
- †Libanoborus Azar, Waller & Nel, 2009
- †Mesochaoborus Zhang & al., 1986
- †Mesocorethra Kalugina, 1993
- Mochlonyx Loew, 1844
- †Palaeomochlonyx Wichard, Gröhn & Seredszus, 2009
- †Praechaoborus Kalugina, 1985
- Promochlonyx Edwards, 1930
- †Rhaetomyia Rohdendorf 1962
- †Taimyborus Lukashevich, 1999